# سد عشران
سد عشران هو سد خرساني في المملكة العربية السعودية افتتح في عام 1985 ويقع في منطقة عسير. الغرض الرئيسي من السد هو السيطرة على الفيضانات ودرء مخاطر السيول.

## الموقع
يقع سد عشران على وادي العكاس بالقرب من قرية العكاس ووالتي تبعد شمالًا بخمسة كيلومترات عن مدينة أبها.

## الخصائص
أنشئ سد عشران سنة 1985 حاجزه خرساني النوع من أجل استعاضة مياه الآبار الجوفية وتوفير مياه الشرب لسكان المنطقة والاستفادة من موارد المياه في وادي قرى آل عاصم، وقد بلغ طول السد 111 مترًا وارتفاع بلغ 38 مترًا وبسعة تخزينية تفوق 688 ألف متر مكعب دون مفيض جانبي.

## مشاريع
أقرت وزارة البيئة والمياه والزراعة بأبها بالاستجابة إلى تطلعات سكان قرية العكاس ودراسة إمكانية الاستفادة من مياه السد وتغذية المزارع الواقعة على ضفاف وادي العكاس من خلال إنشاء محطة لضخ المياه وخط رئيسي ناقل للمياه وشبكات ري داخلية.

## وصلات خارجية
- سد وادي عشران .. السودة .. أبها / السبت 1438/6/19 على يوتيوب
- تعرّف على سد وادي عشران على يوتيوب
- سد وادي عشران على يوتيوب